# Dorfkirche Fehrow

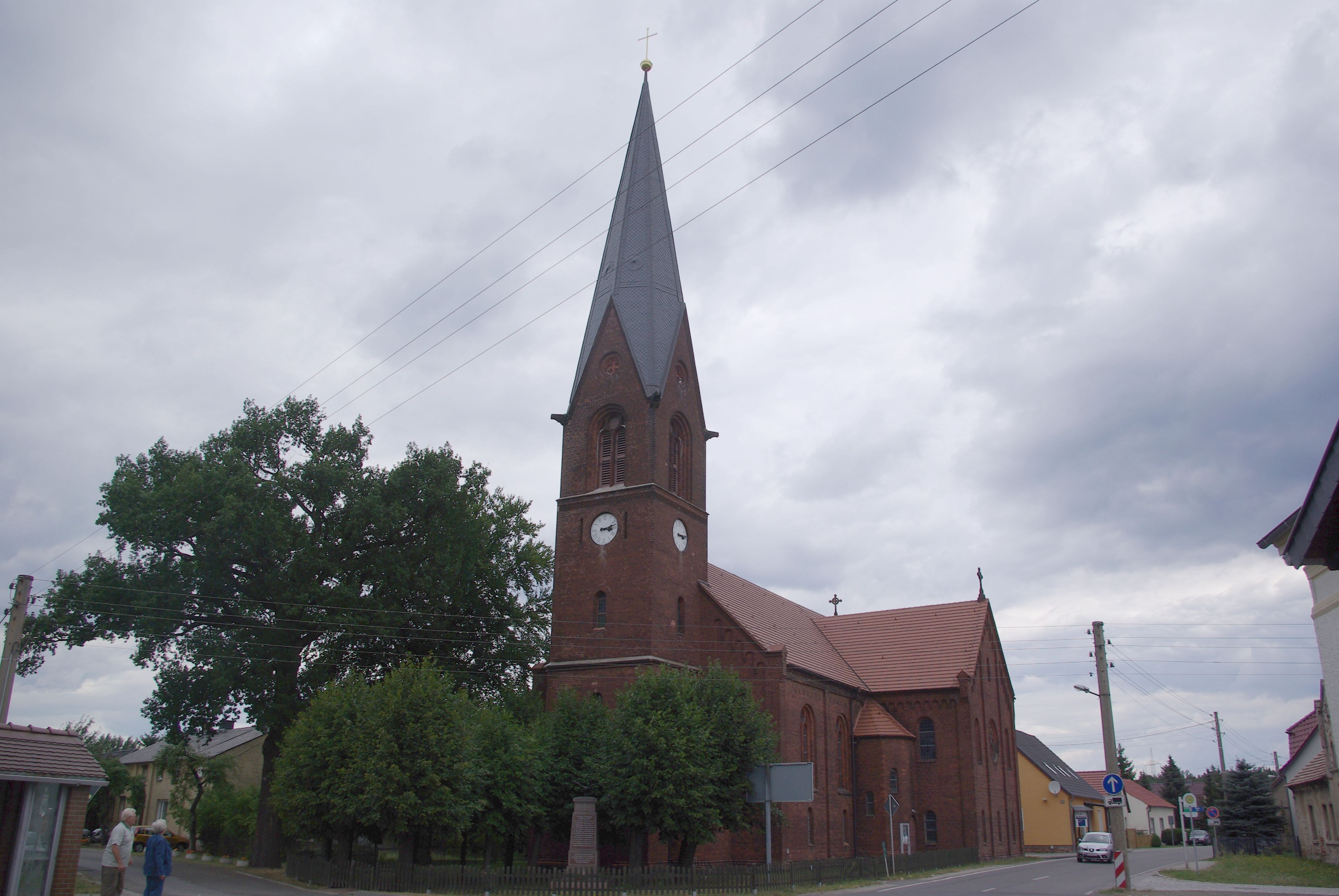
Dorfkirche Fehrow (2009)

Die Dorfkirche Fehrow ist das Kirchengebäude in dem zur Gemeinde Schmogrow-Fehrow gehörenden Ortsteil Fehrow im Landkreis Spree-Neiße in Brandenburg. Es gehört der Kirchengemeinde Briesen-Fehrow des Kirchenkreises Cottbus in der Evangelischen Kirche Berlin-Brandenburg-schlesische Oberlausitz ist. Die Kirche steht unter Denkmalschutz.

## Architektur und Geschichte
Als erster Sakralbau wurde in Fehrow im Jahr 1503 eine Kapelle gebaut, die 1722 durch einen Brand zerstört wurde. Die im Jahr 1778 errichtete Fehrower Dorfkirche brannte am 23. Juni 1868 ebenfalls nieder. Die heutige Kirche wurde in den Jahren 1874 und 1875 gebaut und am 23. Juni 1875, genau sieben Jahre nach der Zerstörung des Vorgängerbaus, geweiht. Sie ist ein kreuzförmiger neuromanischer Backsteinbau mit polygonaler Apsis. Der hohe eingezogene Westturm hat einen achtseitigen Spitzhelm. An den Kreuzarmen befinden sich jeweils geviertelte Treppentürme. Das Mauerwerk ist durch Lisenen mit Rundbogenfries gegliedert. Im Osten wird das Kirchenschiff durch einen kleineren fünfseitigen Chor abgeschlossen. An der Nord- und Südwand des Querschiffes befinden sich gegenüber voneinander liegend Rundfenster, die als Fensterrose ausgebildet sind.

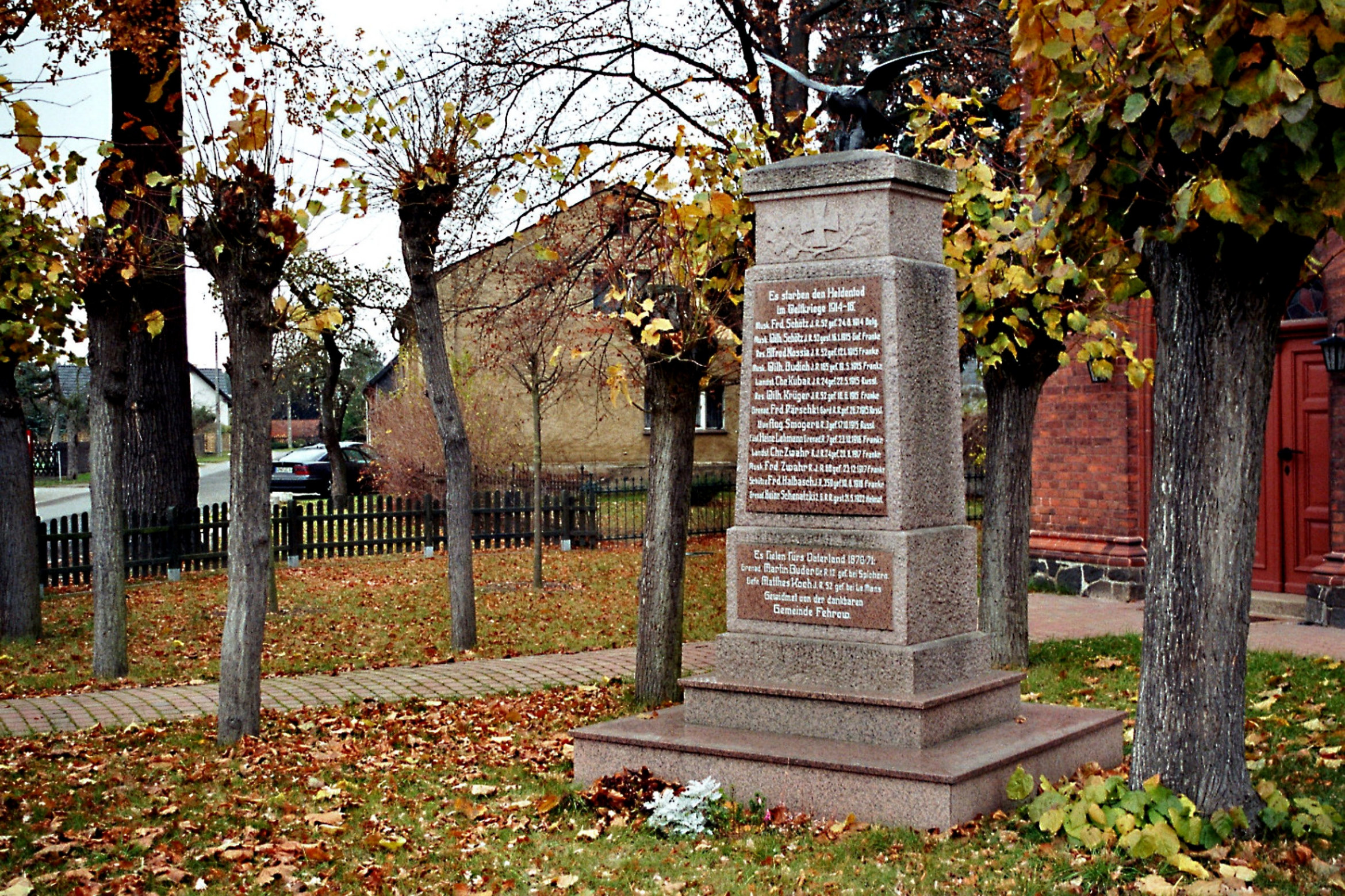
Kriegerdenkmal vor der Kirche (2005)

Der Innenraum der Kirche hat eine Balkendecke. An der Nord- und an der Westwand befindet sich eine Empore mit Gestühl aus der Bauzeit. Zur Ausstattung gehören des Weiteren eine achteckige hölzerne Kanzel, ein Altar aus geputztem Mauerwerk und ein achteckiges Taufbecken aus Sandstein. Über die Orgel der Kirche sind keine genaueren Informationen verfügbar. Vor der Kirche steht ein am 9. November 1924 aufgestelltes Gefallenendenkmal aus Granit.
Am 18. Juni 1974 schlug der Blitz in den Turm der Dorfkirche Fehrow ein, wodurch der Turm stark beschädigt wurde. Danach erfolgten bis 1985 eine umfangreiche Sanierung der Kirche und eine bauliche Umgestaltung des Innenraums. Dabei wurden die beschädigten bauzeitlichen Bänke durch eine neuere Bestuhlung ersetzt. Der nördliche Kreuzarm wurde zu einer Winterkirche umgebaut, auf der anderen Seite entstand ein Mehrzweckraum, der für Gemeindeveranstaltungen genutzt wird. Außerdem wurde die Kirche mit einer Blitzschutzanlage ausgestattet. Zwischen 2000 und 2003 wurde die Kirche erneut saniert.

## Kirchengemeinde
Bis 1676 war Fehrow eine selbstständige Kirchengemeinde, danach wurde sie als Filialkirche mit Drachhausen zusammengeschlossen, die bis 1694 dem Pfarrsprengel Peitz unterstellt war. Danach wurde Drachhausen ein eigener Pfarrsprengel. Im 19. Jahrhundert besuchten die Einwohner der Orte Fehrow, Schmogrow und Saccasne die Fehrower Kirche, obwohl Schmogrow und Saccasne eigentlich nach Briesen eingepfarrt waren. Als Arnošt Muka den Ort Anfang der 1880er Jahre besuchte, predigte an den ersten drei Sonntagen der Briesener Pfarrer ausschließlich auf Niedersorbisch und am letzten Sonntag des Monats der Drachhausener Pfarrer auf Niedersorbisch und Deutsch.
Als Teil der Drachhausener Kirchengemeinde war Fehrow der Superintendentur in Cottbus unterstellt. Diese gehörte bis 1945 zur Evangelischen Landeskirche der älteren Provinzen Preußens und danach zur Evangelischen Kirche in Berlin-Brandenburg. Letztere ging wiederum 2004 in der Evangelischen Kirche Berlin-Brandenburg-schlesische Oberlausitz auf. Die Fehrower Dorfkirche gehört heute zur Kirchengemeinde Briesen-Fehrow in der Region Spreewald des Kirchenkreises Cottbus.